# Comtat de Richland (Carolina del Sud)
Richland és un comtat a l'estat de Carolina del Sud, als Estats Units. Segons el cens del 2020, la seva població era de 416.147 habitants,  cosa que el convertia en el segon comtat més poblat de Carolina del Sud, només per darrere del comtat de Greenville. La seu del comtat i la comunitat més gran és Columbia, la capital de l'estat. El comtat va ser establert el 12 de març de 1785. El comtat de Richland forma part de l' àrea estadística metropolitana de Columbia, Carolina del Sud. El 2020 el centre de població de Carolina del Sud es trobava al comtat de Richland, a la ciutat de Columbia. El comtat també és la ubicació del centre geogràfic de Carolina del Sud, al sud-est de Columbia.

## Història

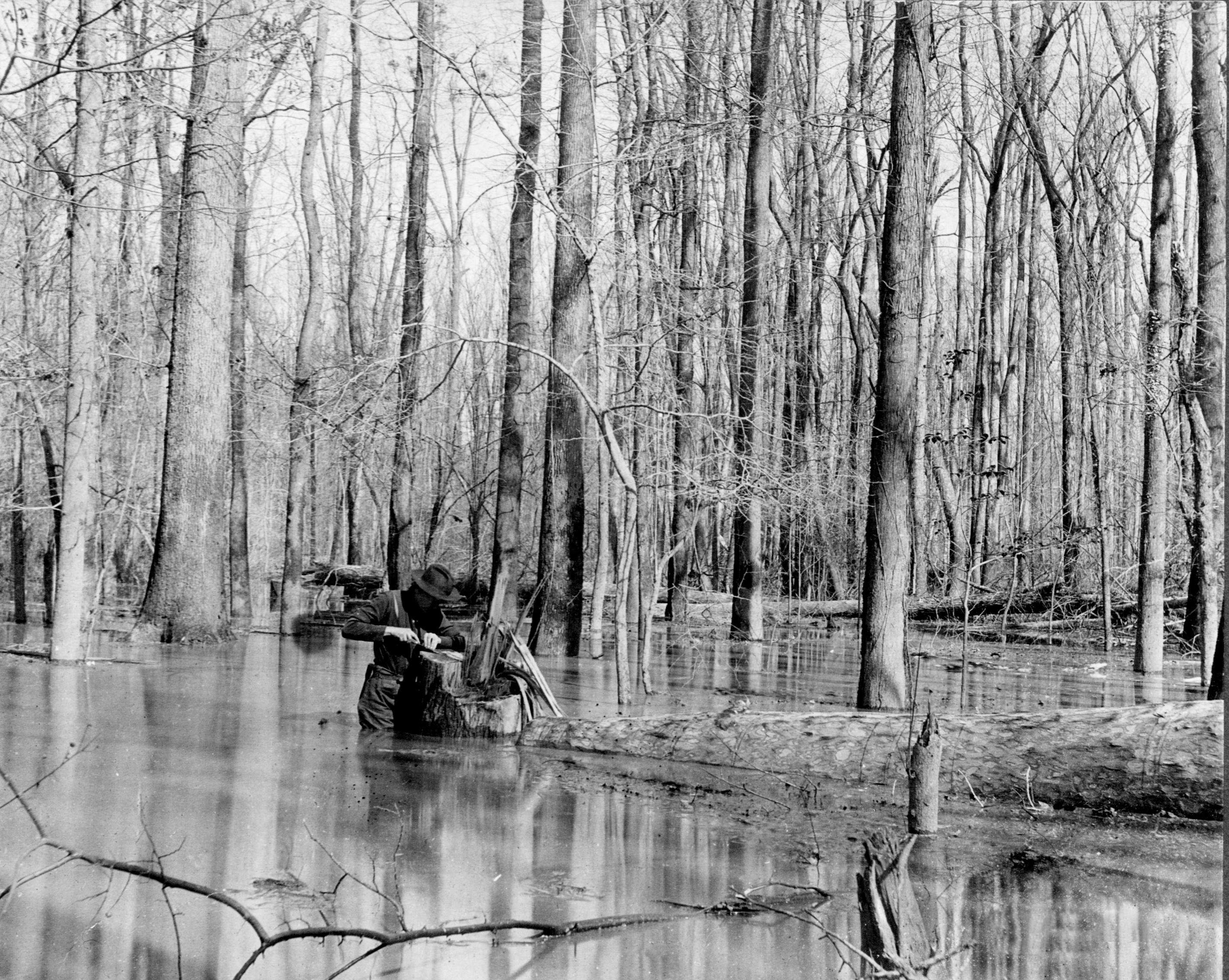
Tala de liquidàmbars al comtat de Richland, 1904

El comtat de Richland probablement rebés el seu nom el nom per la seva "terra rica" (rich land en anglès). El comtat es va formar el 1785 a partir del gran districte de Camden. Una petita part del comtat de Richland posteriorment fou cedida al comtat adjacent de Kershaw el 1791. La seu del comtat i la ciutat més gran és Columbia, que també és la capital de l'estat. El 1786 la legislatura estatal decidí traslladar la capital de Charleston a una ubicació més cèntrica. Es va escollir un lloc al comtat de Richland, que es troba al centre geogràfic de l'estat, i es va dissenyar una nova ciutat. Els límits del comtat de Richland es van incorporar formalment el 18 de desembre de 1799. El cotó de les plantacions dels voltants s'enviava a través de Columbia i més tard es fabricava allà en tèxtils. El general William Sherman va capturar Columbia durant la Guerra Civil i les seves tropes van cremar la ciutat i parts del comtat el 17 de febrer de 1865. L' exèrcit dels Estats Units va tornar en termes més amistosos el 1917, quan es va establir Fort Jackson, que avui dia és un dels centres d'entrenament de combat bàsic més grans i actius de l'exèrcit dels Estats Units. South Carolina State House, seu del governador i de l'assemblea legislativa de Carolina del és al centre de Columbia.

## Geografia

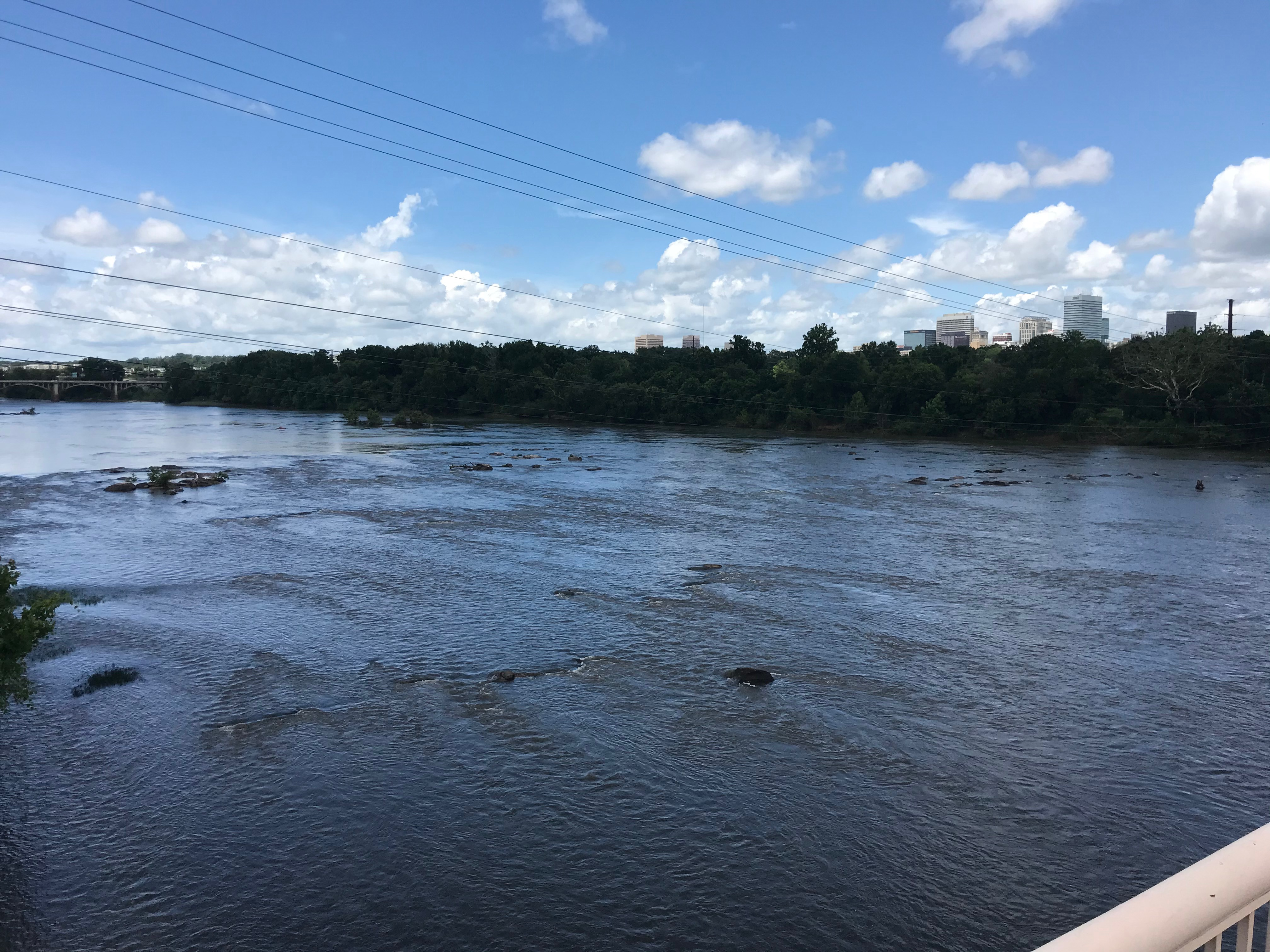
El riu Congaree fa de frontera entre els comtats de Richland i Lexington.

Segons l'Oficina del Cens el comtat té una superfície de 771.96 milles quadrades (1,999.4 km2), de les quals 757.28 milles quadrades (1,961.3 km2) son terra ferma i 14.68 milles quadrades (38.0 km2), un 1,90%, son cobertes per les aigües. El comtat de Richland és al centre de Carolina del Sud.

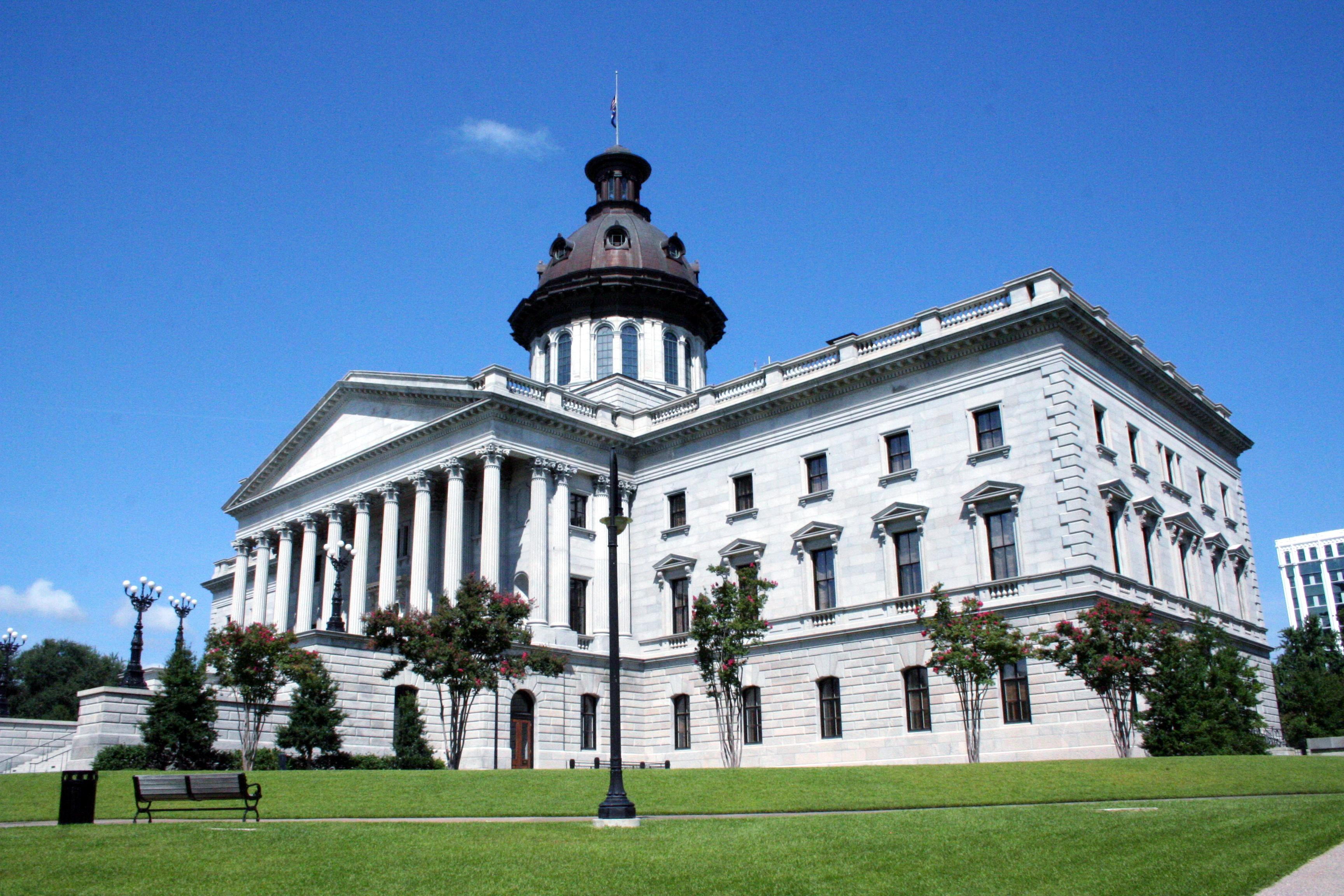
South Carolina State House seu del governador i l'assemblea legislativa de l'estat a Columbia (Richland).

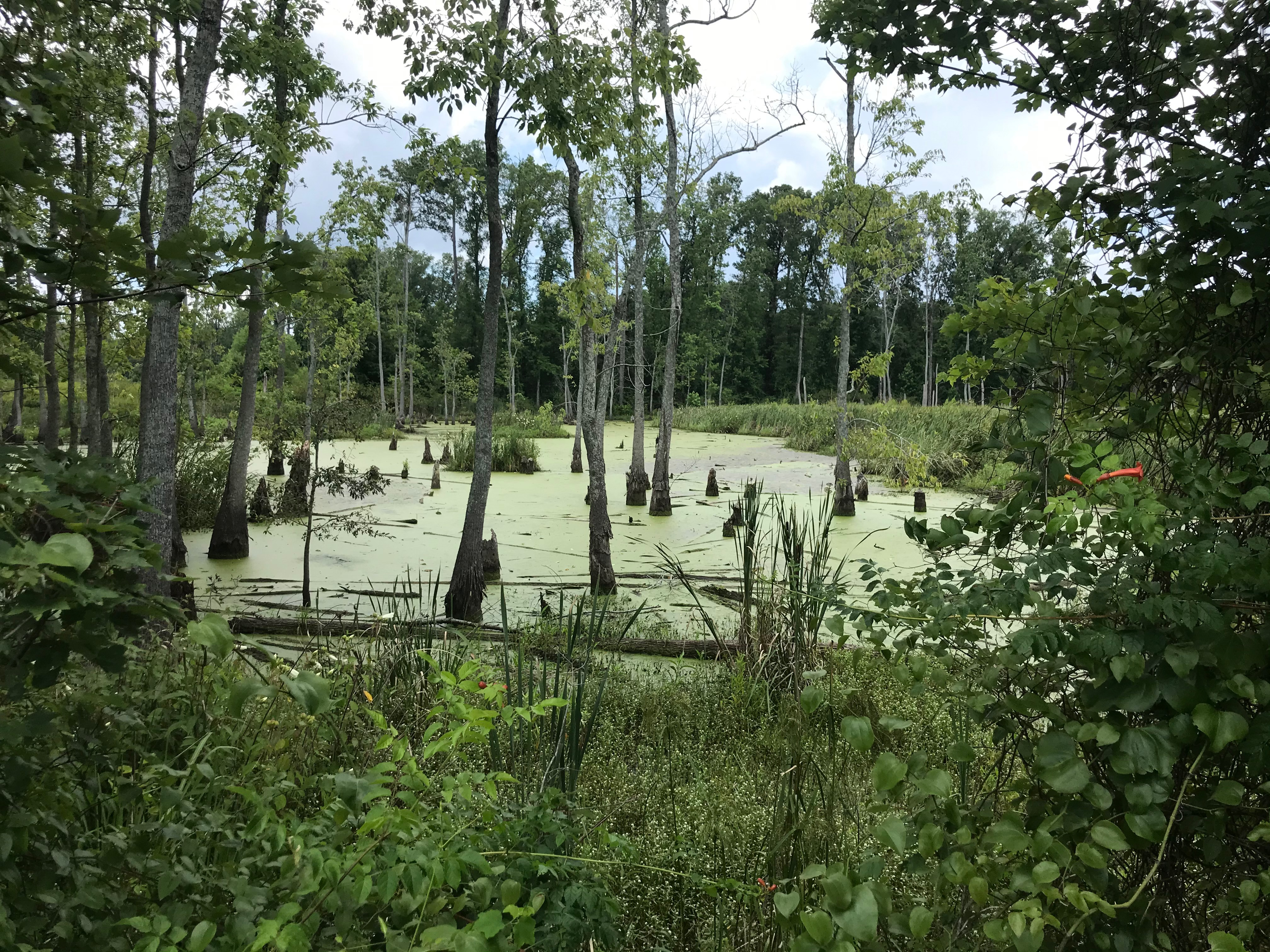
Un pantà a una àrea rural al comtat de Richland

Al territori del comtat hi ha diverses àrees naturals protegides a diferents nivells de gestió, entre aquestes el Parc Nacional de Congaree, Nipper Creek Heritage Preserve o Wateree Heritage Preserve/Wildlife Management Area.

### Comtats adjacents
- Comtat de Kershaw – nord-est
- Comtat de Fairfield – nord
- Comtat de Sumter – est
- Comtat de Lexington – oest
- Comtat de Calhoun – sud
- Comtat de Newberry – nord-oest

### Entitats de població
Ciutats
- Cayce (principalment al comtat de Lexington)
- Columbia (capital de l'estat, seu del comtat i localitat més poblada del comtat; en part al comtat de Lexington)
- Forest Acres

Towns
- Arcadia Lakes
- Blythewood (parcialment al comtat de Fairfield)
- Eastover
- Elgin (principalment al comtat de Kershaw)
- Irmo (principalment al comtat de Lexington)

Llocs designats pel cens
- Arthurtown
- Capitol View
- Dentsville
- Gadsden

- Hopkins
- Lake Murray of Richland
- Olympia
- St. Andrews
- Woodfield

Comunitats no incorporades
- Bookman
- Horrell Hill
- Pontiac
- Wateree

## Demografia
En la següent taulà s'organitza la població registrada al comtat per entitat de població en base als resultats del cens del 2020 per al comtat de Richland.
† = seu de comtat
| Posició | Localitat               | Tipus  | Habitants (cens del 2020) |
| ------- | ----------------------- | ------ | ------------------------- |
| 1       | † Columbia              | Ciutat | 136.632                   |
| 2       | St. Andrews             | CDP    | 20.675                    |
| 3       | Dentsville              | CDP    | 14.431                    |
| 4       | Cayce                   | Ciutat | 13.781                    |
| 5       | Irmo                    | Town   | 11.569                    |
| 6       | Forest Acres            | Ciutat | 10.617                    |
| 7       | Woodfield               | CDP    | 9.199                     |
| 8       | Lake Murray of Richland | CDP    | 8.110                     |
| 9       | Blythewood              | Town   | 4.772                     |
| 10      | Capitol View            | CDP    | 4.653                     |
| 11      | Arthurtown              | CDP    | 2.294                     |
| 12      | Hopkins                 | CDP    | 2.514                     |
| 13      | Elgin                   | Town   | 1.634                     |
| 14      | Gadsden                 | CDP    | 1.301                     |
| 15      | Olympia                 | CDP    | 1.087                     |
| 16      | Arcadia Lakes           | Town   | 865                       |
| 17      | Eastover                | Town   | 614                       |

### Cens del 2020
Al cens del 2020 al comtat hi havia 416.147 persones, 153.484 llars i 90.802 famílies.
| Raça/ etnicitat(NH = no hispà)    | Pobl. 2000 | Pobl. 2010 | Pop 2020 | % 2000  | % 2010  | % 2020  |
| --------------------------------- | ---------- | ---------- | -------- | ------- | ------- | ------- |
| Blancs (NH)                       | 157.843    | 174.267    | 172.644  | 49,22%  | 45,32%  | 41,49%  |
| Negres estatunidencs (NH)         | 143.773    | 174.549    | 188.141  | 44,83%  | 45,40%  | 45,21%  |
| Amerindis o natius d'Alaska (NH)  | 709        | 987        | 888      | 0,22%   | 0,26%   | 0,21%   |
| Asiàtics (NH)                     | 5.441      | 8.433      | 11.330   | 1,70%   | 2,19%   | 2,72%   |
| Illencs del Pacífic (NH)          | 228        | 372        | 427      | 0,07%   | 0,10%   | 0,10%   |
| Altres races (NH)                 | 442        | 562        | 1.872    | 0,14%   | 0,15%   | 0,45%   |
| Multiracial o de raça mixta (NH)  | 3.528      | 6.697      | 14.750   | 1,10%   | 1,74%   | 3,54%   |
| Hispà o llatí (de qualsevol raça) | 8.713      | 18.637     | 26.095   | 2,72%   | 4,85%   | 6,27%   |
| Total                             | 320.677    | 384.504    | 416.147  | 100,00% | 100,00% | 100,00% |

### Cens del 2010
Al cens del 2010 al comtat hi havia 384.504 persones, 145.194 llars i 89.357 famílies resultant una densitat de població de 507.9 habitants per milla quadrada (196.1/km2).  Hi havia 161.725 habitatges amb una densitat mitjana de 213.6 per milles quadrades (82.5/km2). El perfil racial del comtat era: d'un un 45,3% de blancs, un 48,9% d'afroamericans, un 2,2% d'asiàtics, un 0,3% d'amerindis, un 0,1% d'illencs del Pacífic, un 1,9% d'altres races i un 2,2% de dues o més races. Els d'origen hispà o llatí constituïen el 4,8% de la població. Pel que fa a l'ascendència, el 9,6% eren alemanys, el 8,6% anglesos, el 7,6% irlandesos i el 7,1% nord-americans.
Dels 145.194  habitatges en el 32,9% hi vivien menors de 18 anys, el 39,6% eren parelles casades vivint juntes, el 17,7% tenien una dona de cap de família sense marit present, el 38,5% no eren famílies i el 30,2% de totes les llars estaven formades per una sola persona. De mitjana a les llars hi vivien 2,43 persones augmentant fins a 3,05 en el cas d'habitatges ocupats per famílies. L'edat mitjana era de 32,6 anys.
La renda mediana per llar al comtat era de 47.922 dòlars i per família de 61.622 dòlars. Els homes tenien una renda mediana de 42.453 dòlars enfront dels 34.012 dòlars de la de les dones. La renda per càpita del comtat era de 25.805 dòlars. Un 10,0% de les famílies i el 14,5% de la població estaven per sota del llindar de pobresa, entre aquests el 17,6% de menors de 18 anys i el 9,7% de 65 anys o més.

## Política, govern i serveis públics

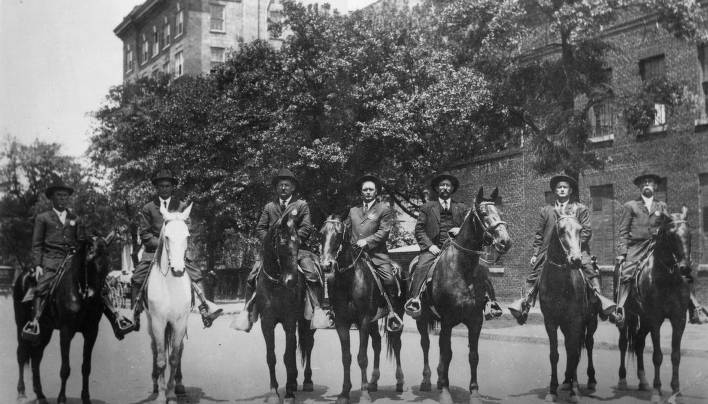
Agents a cavall del Departament del Sheriff del Comtat de Richland, 1913 a Columbia

El comtat de Richland està governat per un consell de comtat, per mandats concurrents de quatre anys. El comtat de Richland es governa sota la forma de govern de consell-administrador, que és molt similar a la forma de govern de consell-gerent . La principal diferència entre les formes de govern de consell-gerent i consell-administrador és el títol de cap executiu.
El Departament Correccional de Carolina del Sud, amb seu a Columbia i al comtat de Richland, gestiona diversos centres penitenciaris a Columbia i al comtat de Richland. Entre aquests la Institució Correccional de Broad River, la Institució Correccional Goodman, la Institució Correccional Camille Griffin Graham, la Institució Correccional Stevenson, i el Centre de Pre-alliberament Campbell. Graham acull el corredor de la mort femení de l'estat. La cambra d'execució de l'estat de Carolina del Sud es troba a Broad River. De 1990 a 1997, Broad River va acollir el corredor de la mort masculí de l'estat.
El març de 2008 el Departament del Sheriff del Comtat de Richland va adquirir un vehicle blindat de transport de tropes equipat amb una metralladora de 12 mm de calibre. A la revista Reason es qualificà d'"exagerada" aquesta adquisició com a " exagerada".
El comtat de Richland fou una de les primeres zones de Carolina del Sud a trencar amb un patró de vot del Solid South. Del 1948 al 1988, només donà un sol cop suport al candidat demòcrata a la presidència (el 1976). Va votar pel dissident Dixiecrat Strom Thurmond el 1948, i pels electors no compromesos el 1956. Des del 1992 el comtat de Richland ha sigut un dels bastions demòcrates més robustos de Carolina del Sud, seguint la tendència de la majoria dels comtats urbans de tot el país.

### Educació primària i secundària pública
| Nom                                                       | Matrícula | Notes |
| --------------------------------------------------------- | --------- | --- |
| Districte escolar 1 de Richland                           | 23.975    | parts central i sud del comtat |
| Districte escolar 2 de Richland                           | 28.303    | parts nord-orientals del comtat |
| Districte Escolar Cinc del Comtat de Lexington i Richland | 16.780    | parts nord-oest del comtat |
| Fort Jackson                                              | Varia     | Les zones de Fort Jackson reben el servei d'Educació del Departament de Defensa. (DoDEA) per als graus de primària, i el Districte 2 serveix aquesta zona per als graus de secundària. |

## Economia
El 2022 el PIB era de 32.000 milions de dòlars (uns 75.222 dòlars per càpita), i el PIB real era de 27.300 milions de dòlars (uns 64.302 dòlars per càpita) en dòlars encadenats del 2017.
| Rang | Empresa                                                      | Empleats |
| ---- | ------------------------------------------------------------ | -------- |
| 1    | Prisma Health                                                | 16.000   |
| 2    | Blue Cross Blue Shield                                       | 10.000   |
| 3    | Universitat de Carolina del Sud                              | 7.000    |
| 4    | Departament Correccional de Carolina del Sud                 | 5.000    |
| 5    | Districte Escolar 1 del Comtat de Richland                   | 5.000    |
| 6    | Departament de Transport de Carolina del Sud                 | 5.000    |
| 7    | Departament de Salut Mental de Carolina del Sud              | 5.000    |
| 8    | Departament de Serveis Socials de Carolina del Sud           | 5.000    |
| 9    | Districte Escolar 2 del Comtat de Richland                   | 4.000    |
| 10   | Departament de Salut i Control Ambiental de Carolina del Sud | 4.000    |

| Sector                                                                 | Nombre d'empleats | Percentatge d'ocupació (%) | Salari mitjà anual ($) |
| ---------------------------------------------------------------------- | ----------------- | -------------------------- | ---------------------- |
| Horeca                                                                 | 21.045            | 9,5                        | 22.100                 |
| Serveis administratius i de suport i de gestió i remediació de residus | 16.431            | 7,4                        | 41.652                 |
| Agricultura, silvicultura, pesca i caça                                | 807               | 0,4                        | 48.776                 |
| Arts i entreteniment                                                   | 3.934             | 1,8                        | 22.412                 |
| Construcció                                                            | 6.934             | 3,1                        | 69.108                 |
| Serveis educatius                                                      | 19.160            | 8,6                        | 57.252                 |
| Finances i assegurances                                                | 20.736            | 9,4                        | 74.516                 |
| Serveis sociosanitaris                                                 | 33.974            | 15,3                       | 71.812                 |
| Informació                                                             | 2.769             | 1,2                        | 75.348                 |
| Administració i direcció d'empreses                                    | 1.375             | 0,6                        | 98.956                 |
| Manufactures                                                           | 12.069            | 5,4                        | 70.980                 |
| Mineria. pedreres i extracció de petroli i gas                         | 122               | 0,1                        | 78.208                 |
| Altres serveis (llevat administracions públiques)                      | 6.864             | 3,1                        | 44.876                 |
| Professionals, científics i serveis tècnics                            | 13.750            | 6,2                        | 88.556                 |
| administracions públiques                                              | 24.376            | 11,0                       | 61.620                 |
| Immobiliària, lloguer i arrendament                                    | 3.862             | 1,7                        | 57.252                 |
| Comerç al detall                                                       | 20.720            | 9,4                        | 36.920                 |
| Transport i emmagatzematge                                             | 4.567             | 2,1                        | 59.488                 |
| Infrastructures públiques                                              | 701               | 0,3                        | 89.076                 |
| Comerç a l'engrós                                                      | 7.335             | 3,3                        | 86.944                 |
| Total                                                                  | 221.531           | 100,0%                     | 58.839                 |

### Transports
COMET, formalment l'Autoritat Regional de Trànsit de les Midlands Centrals (CMRTA) gestiona el transport públic al comtat de Richland. Aquiest servei d'autobusos és el principal sistema de transport públic per a l'àrea metropolitana de Columbia i dóna servei a aproximadament 2.800.000 passatgers anualment. Al comtat de Richland, el sistema d'autobusos funciona a les àrees de Columbia, Forest Acres, Fort Jackson, Irmo, St. Andrews, Northeast Richland, Lower Richland i Eastover. A banda, COMET gestiona el servei de transport Dial-a-ride (DART), que ofereix un servei personalitzat als passatgers amb discapacitats.
El sistema de trànsit de la Universitat de Carolina del Sud, que manté COMET, dóna servei a un milió de passatgers addicionals anualment.

Columbia té una estació ferroviària d'Amtrak (CLB) que dóna servei a més de 30.000 passatgers a l'any a la línia ferroviària Silver Star. A més, al comtat de Richland hi ha instal·lacions operatives de CSX Transportation, una empresa que transporta més d'un milió de vagons de mercaderies a la xarxa ferroviària de Carolina del Sud.

### Assistència sanitària
| Hospital                                                     | Pacients anuals aproximats |
| ------------------------------------------------------------ | -------------------------- |
| Universitat Mèdica de Carolina del Sud : Centre              | 1.000.000                  |
| Universitat Mèdica de Carolina del Sud : Nord-est            | 1.000.000                  |
| Prisma Health Baptist: carrers Taylor i Marion               | 1.500.000                  |
| Prisma Health Baptist: Parkridge                             | 1.500.000                  |
| Prisma Health: Richland                                      | 1.500.000                  |
| Centre Mèdic d'Afers de Veterans William Jennings Bryan Dorn | 1.130.000                  |
| Hospital Comunitari de l'Exèrcit de Moncrief                 | 400.000                    |
| Centre Mèdic Lexington : Nord-est                            |                            |

### Universitats i colleges
| Nom                                    | Matrícula | Notes                                  |
| -------------------------------------- | --------- | -------------------------------------- |
| Universitat de Carolina del Sud        | 34.731    |                                        |
| Escola Tècnica de Midlands             | 8.794     |                                        |
| Benedict College                       | 2.090     | HBCU                                   |
| Universitat Mèdica de Carolina del Sud | 3.312     | Campus principal: Charleston           |
| Universitat Internacional de Columbia  | 2.039     |                                        |
| Universitat del Sud-Columbia           | 1.132     | Campus principal: Savannah, Geòrgia    |
| Col·legi de Columbia College           | 1.200     |                                        |
| Universitat Allen                      | 590       | HBCU                                   |
| Virginia College-Columbia              | 404       | Campus principal: Birmingham, Alabama  |
| Remington College-Columbia             | 272       | Campus principal: Lafayette, Louisiana |

## En la cultura popular
El comtat de Richland fou un dels diversos comtats del país on es rodà la sèrie documental de telerealitat d'A&E Live PD, en col3laboració amb el departament del xèrif del comtat de Richland. El programa s'estrenà el 2016 i es va emetre durant quatre anys fins a la seva cancel·lació el 2020. El 2022 es va emetre a Reelz una reestrena no oficial de la sèrie, On Patrol: Live. Hi apareix Curtis Wilson del Departament del Sheriff del Comtat de Richland, així com de l'Oficina del Sheriff del Comtat de Berkeley.